# Anna-Karin Eurelius
Anna-Karin Eurelius, född 3 juni 1942 i Uppsala, är en svensk författare. Hon har också arbetat som journalist i flera år. Hon debuterade som barnboksförfattare med Lasses farfar är död. Den väckte stor uppståndelse på grund av att döden behandlades i en småbarnsbok. Eurelius tar klart ställning för barnet och skildrar barns starka känslor och reaktioner i kontrast mot de vuxnas för barnen obegripliga handlande.

## Utmärkelser
- Litteraturfrämjandets stipendium 1973
- Arbetsstipendium från Sveriges Författarfond 1973–1980
- ABF:s litteratur- & konststipendium 1976
- Garanterad författarpenning från Sveriges Författarfond från 1981
- Fredrik Ströms minnesfond 1994, 1998 och 2005